# Почта Эритреи
Почта Эритреи (Почтовая служба Эритреи). (англ. Eritrean Postal Service (EPS)) — национальный оператор почтовой связи Эритреи со штаб-квартирой в г. Асмэра. Государственное предприятие. Член Всемирного почтового союза с 1993 года.

## История
История почты на территории современной Эритреи ведёт свой отсчёт с эпохи Древнего Египта. Ещё при фараонах IV династии (2900—2700 до н. э.) земель Эритреи по военным дорогам достигала служба специальных пеших (скороходов) и конных гонцов.
Во время англо-эфиопской войны и вторжения в Абиссинию в 1867—1868 годах британского экспедиционного корпуса в ноябре 1867 года англичане открыли отделение полевой почты в городе Массауа, где использовались почтовые марки Британской Индии. В период с 1869 по 1885 год в Массауа в почтовом обращении были египетские марки, а также были открыты итальянские почтовые отделения.
С 1890 года во время итальянской колониальной эпохи почтовые услуги предоставлялись только для итальянцев, проживающих здесь. В рамках расширения почтовых услуг итальянцы открыли 26 почтовых отделений во всех крупных городах Эритреи. После поражения итальянцев в 1942 году британское правительство не предприняло никаких действий для улучшения и расширения почтовых услуг по всей стране. Напротив, количество почтовых отделений уменьшилось с 26 до 19. В 1952 году, после того как Эритрея была объединена с Эфиопией, почтовая служба Эритреи была понижена в своем статусе до регионального почтового отделения с названием «Почтовое отделение Северного региона» и сознательно игнорировалась.
После обретения независимости в 1991 году Почтовая служба Эритреи начала свою работу с ограниченной деятельности только в сфере внутренней почты. После официального провозглашения независимости в апреле 1993 года почтовая служба Эритреи стала членом Организации Объединенных Наций, а в августе 1993 года — Всемирного почтового союза. С тех пор Почта Эритреи действует как в стране, так и в международных почтовых сетях.
В настоящее время в Эритрее действует 32 почтовых отделения.
Почтовая служба Эритреи работает как автономная служба под контролем Министерства транспорта и коммуникаций. Почтовая организация отделена от телекоммуникаций и полностью принадлежит государству, возглавляемому генеральным директором, ответственным за развитие и предоставление почтовых услуг.
В 2009 году Почтовая служба Эритреи доставила 1,8 миллиона писем.
Почта Эритреи предоставляет услуги по отправке писем и посылок, а также использует курьерскую службу экспресс-почты (EMS).

## Филателия

#### Первые марки
Первые почтовые марки Эритреи были выпущены 1 января 1893 года. Тогда на марках Италии были сделаны надпечатки текста итал. «Colonia Eritrea» («Колония Эритрея»).

#### Последующие эмиссии
С 1893 года в почтовом обращении в Эритрее находились собственные почтовые марки этой колонии. Первые почтовые марки Итальянской Эритреи с оригинальными рисунками были выпущены в 1910 году.

### Независимость
Первыми почтовыми марками независимой Эритреи стал выпуск, посвящённый годовщине референдума о независимости в 1993 году.